# Jutta Schmitz
Jutta Schmitz (* 1957 in Köln) ist eine deutsche Diplomatin. Sie war von 2014 bis 2017 Botschafterin der Bundesrepublik Deutschland in Litauen und von 2017 bis 2020 Leiterin des Verbindungsbüros des Auswärtigen Amts zum Campus der UN in Bonn.

## Leben
Jutta Schmitz studierte Sinologie, Geschichtswissenschaft und Politikwissenschaft an der Universität zu Köln. Das Studium schloss sie 1983 mit einem Magister ab. Von 1989 bis 1990 besuchte sie die Akademie Auswärtiger Dienst in Bonn.

## Diplomatischer Werdegang
Von 1990 bis 1991 war sie Referentin in der Abteilung Auswärtiges des Bundespräsidialamtes in Bonn, von 1991 bis 1993 Referentin für Kulturangelegenheiten in der deutschen Botschaft in Peking. Von 1993 bis 1997 war sie Referentin für Wirtschafts- und humanitäre Angelegenheiten in der Ständigen Vertretung Deutschlands bei den Vereinten Nationen in New York. Im Auswärtigen Amt in Bonn war sie im Anschluss bis 2000 stellvertretende Leiterin des Referats für Finanz- und Personalangelegenheiten der Vereinten Nationen. Als Botschaftsrätin war sie von 2000 bis 2002 die deutsche Vertreterin im Politischen Ausschuss der NATO in Brüssel. Von 2002 bis 2006 war Jutta Schmitz stellvertretende Leiterin des Menschenrechtsreferats im Auswärtigen Amt in Berlin.
2006 wurde sie als Nachfolgerin von Thomas Norbert Gerberich zur Generalkonsulin im deutschen Generalkonsulat in Chengdu berufen. Zurück in Berlin leitete sie von 2008 das Westbalkanreferat im Auswärtigen Amt. Ihr nächster Auslandseinsatz führte sie von 2009 bis 2012 als Gesandte-Botschaftsrätin an die deutsche Botschaft in Peking, bei der sie die Leitung der Politischen Abteilung übernahm. In Genf war sie von 2012 bis 2014 Gesandte in der Ständigen Vertretung Deutschlands bei den Vereinten Nationen und anderer internationaler Organisationen.
Als Nachfolgerin von Matthias Mülmenstädt wurde Jutta Schmitz 2014 zur deutschen Botschafterin in Vilnius ernannt. Die Vereidigung bei Staatspräsidentin Dalia Grybauskaitė erfolgte am 8. September 2014. Als Botschafterin in Litauen wurde Jutta Schmitz 2017 von Angelika Viets abgelöst. Ab 2017 war sie Leiterin des Verbindungsbüros des Auswärtigen Amts für die Einrichtungen der Vereinten Nationen in Bonn und alle anderen internationalen Organisationen in Deutschland. Im August 2020 trat Rainer Lassig ihre Nachfolge in diesem Amt an.